# Padmasree Warrior
Padmasree Warrior (nascida Yellepeddi Padmasree) é uma empresária e executiva de tecnologia indiana-americana. Ela é conhecida por seus cargos de liderança em empresas de tecnologia como a Cisco, onde atuou como CTO por sete anos, e a Motorola, onde foi CTO por cinco anos. Ela também atuou como CEO da NIO USA, uma fabricante de carros elétricos. Atualmente, ela é fundadora e CEO da Fable, uma plataforma de leitura com curadoria focada no bem-estar mental. Ela também atua no conselho de administração da Microsoft e Spotify.
Em 2014, ela foi listada como uma das 100 mulheres mais poderosas do mundo pela Forbes. Em 2018 ela também foi destaque no "America's Top 50 Women In Tech" pela Forbes.

## Vida pregressa
Yellepeddi Padmasree nasceu em uma família Telugu em Vijayawada, de Andhra Pradesh, na Índia. Ela foi para a Escola Montessori Infantil e para o Maris Stella College, em Vijayawada. Warrior recebeu um diploma de bacharel em Engenharia Química do IIT Delhi, em 1982.  Ela possui Mestrado em Engenharia Química pela Cornell University.

## Carreira

### Motorola
Warrior ingressou na Motorola em 1984. Ao longo de seus 23 anos na empresa, ela atuou como vice-presidente corporativa e gerente geral do Grupo de Sistemas de Energia da Motorola, e vice-presidente corporativa e diretora de tecnologia em seu setor de produtos de semicondutores. Imediatamente antes de se tornar CTO da Motorola, ela atuou como gerente geral da Thoughtbeam, um produto da Motorola, em Tempe, Arizona. Quando nomeada CTO da Motorola, em janeiro de 2003, Warrior tornou-se vice-presidente sênior e em 2005 foi promovida a vice-presidente executiva. 
Durante o mandato de Warrior como CTO, a Motorola recebeu pela primeira vez a Medalha Nacional de Tecnologia de 2004 do Presidente dos Estados Unidos. Durante esse período, ela defendeu a "mobilidade contínua" - o conceito de comunicação perfeita em todas as facetas da vida de uma pessoa. O sonho não foi totalmente realizado e o conceito acabou sendo retirado das apresentações de marketing da Motorola.

### Cisco
Em 4 de dezembro de 2007, ela deixou a Motorola para se tornar CTO da Cisco Systems. Ela deixou a Cisco em junho de 2015.

### NIO
Ela ingressou na empresa chinesa de carros elétricos, NIO Inc., em dezembro de 2015 como membro do conselho e como CEO e diretora de desenvolvimento da NIO US. Ela renunciou à NIO em dezembro de 2018. 

### Fable
Em setembro de 2019, Warrior fundou uma nova startup, Fable, onde atua como presidente e CEO. Em janeiro de 2021, a Fable lançou seu aplicativo, um mecanismo de recomendação de livros baseado em assinatura e rede social privada. Warrior disse que a empresa está trabalhando para melhorar a aptidão cognitiva.

## Reconhecimento
A revista Fortune a chamou de "uma das quatro estrelas em ascensão" em sua lista de mulheres mais poderosas, colocando-a entre as 10 "mais bem pagas" e "jovens e poderosas". Em 2005, o The Economic Times classificou Warrior como a 11a hindu global mais influente. Em 2001, ela foi uma das seis mulheres selecionadas em todo o país para receber o prêmio "Mulheres Elevando a Ciência e a Tecnologia" da Working Woman Magazine. A partir de 2014, ela é listada como a 71ª mulher mais poderosa do mundo pela Forbes. Em 2018, ela também foi destaque na "America's Top 50 Women In Tech" da Forbes.
Warrior é destaque nos cartões Notable Women in Computing.

## Participação do conselho
Warrior é membro do conselho de administração da Microsoft desde dezembro de 2015.  Ela também é membro do conselho do Spotify. Ela foi membro do conselho da Gap Inc., de 2013 a 2016, e do conselho da Box, de 2014 a 2016.
Warrior também atua nos conselhos da Thorn, da Joffrey Ballet, do Museu de Ciência e Indústria de Chicago, do Conselho de Tecnologia da Prefeitura de Chicago, e so Conselho Consultivo do Indian Institute of Technology. Ela atuou anteriormente no Conselho da Universidade de Cornell, no Conselho para Economia Digital do Governo do Texas, no Conselho Consultivo de Tecnologia da FCC e no Comitê Consultivo para Ciência da Computação e Informação e Engenharia da National Science Foundation (NSF). Ela também é mentora na International Women Leaders Mentoring Partnership, do Departamento de Estado. Warrior atuou no Conselho de Administração da Corning Incorporated, de 2005 a 2008.

## Vida pessoal
Warrior é casada com Mohandas Warrior e tem um filho. 